# Adorodocia vittaticollis
Adorodocia vittaticollis är en skalbaggsart som beskrevs av Leon Fairmaire 1883. Adorodocia vittaticollis ingår i släktet Adorodocia och familjen Rutelidae. Inga underarter finns listade i Catalogue of Life.